# Manfred Podlich

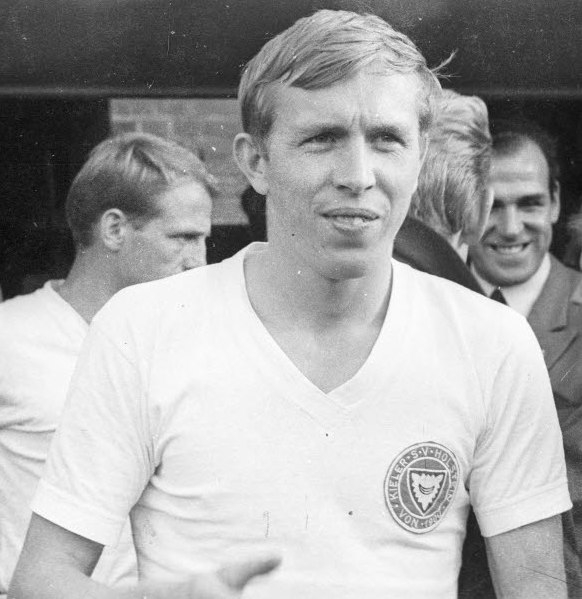
Manfred Podlich (1964)

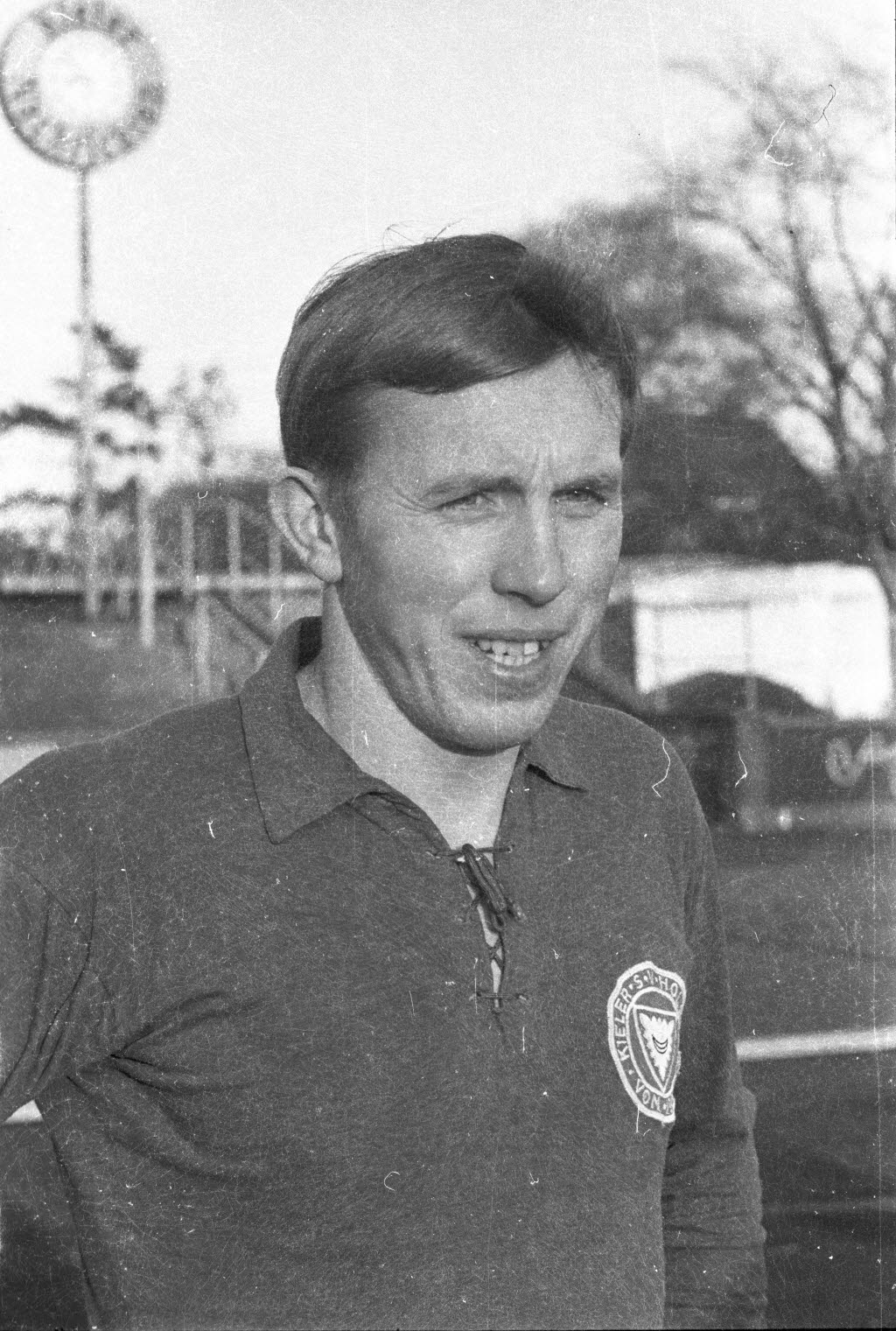
Manfred Podlich (1965)

Manfred Podlich (* 14. Mai 1940; † 18. Januar 2023 in Nottuln) war ein deutscher Fußballspieler, der von 1961 bis 1970 als Stürmer in der Fußball-Oberliga Nord, Fußball-Regionalliga Nord, Fußball-Bundesliga und der Fußball-Regionalliga West aktiv war.

## Laufbahn

### Holstein Kiel, bis 1965
Der Stürmer spielte bis 1965 bei Holstein Kiel in der Amateur-, Oberliga- und Regionalligamannschaft. Zumeist spielte Podlich am linken Flügel. Nach der Erringung der Landesmeisterschaft Schleswig-Holstein mit der Amateurmannschaft der Kieler „Störche“ in der Saison 1960/61 setzte sich der talentierte Flügelstürmer mit seinen Mannschaftskameraden in den Spielen um die deutsche Amateurmeisterschaft gegen SC Union 06 Berlin und den 1. FC Sobernheim durch und stand deshalb am 24. Juni 1961 im Finale in Hannover gegen den Siegburger SV 04. Das Amateurendspiel fand vor dem Finale um die deutsche Meisterschaft zwischen dem 1. FC Nürnberg und Borussia Dortmund statt, das der „Club“ vor 82.000 Zuschauern mit 3:0 Toren gewinnen konnte. Podlich und Kollegen setzten sich mit 5:1 Toren durch und holten die deutsche Meisterschaft der Amateure nach Kiel. Am 15. April 1962 debütierte der Nachwuchsspieler beim 2:2-Heimremis gegen Werder Bremen auf Linksaußen in der Fußball-Oberliga Nord. Im letzten Jahr des alten Oberligasystems, 1962/63, absolvierte Podlich an der Seite der Sturmpartner Manfred Greif, Gerd Koll und Horst Martinsen 16 Spiele und erzielte dabei fünf Tore für Kiel, das auf dem fünften Rang der Tabelle landete.
Nach der neuen Klasseneinteilung – mit der Runde 1963/64 startete die Bundesliga mit 16 Mannschaften – gehörte er mit Kiel der Fußball-Regionalliga Nord an. Nach dem fünften Rang im Debütjahr, holte sich der Deutsche Meister des Jahres 1912 souverän 1964/65 mit dem Torverhältnis von 94:21 Toren und zehn Punkten Vorsprung vor dem Vizemeister St. Pauli die Meisterschaft im Norden. Podlich hatte in den zwei Runden 46 Spiele absolviert und 16 Tore erzielt. In der Bundesliga-Aufstiegsrunde – betreut wurde die Mannschaft von Braunschweig-Trainer Helmuth Johannsen – bestritt er alle sechs Spiele gegen Borussia Mönchengladbach, SSV Reutlingen und Wormatia Worms. Herausragend war dabei am 19. Juni 1965 der 4:2-Heimsieg gegen den Aufsteiger vom Niederrhein, als Podlich in der 69. Spielminute der zwischenzeitliche 2:2-Ausgleichstreffer gelang. Zur Saison 1965/66 nahm Podlich das Angebot des neuen Deutschen Meisters Werder Bremen an und wechselte in die Fußball-Bundesliga.

### Bundesliga und Regionalliga West, 1965 bis 1970
Bremen startete die Titelverteidigung mit den drei Neuzugängen John Danielsen, Hugo Dausmann und Podlich. Trainer Günter Brocker brachte am Starttag, den 14. August 1965, sogleich den Mann aus Kiel beim 1:0-Heimsieg gegen den 1. FC Nürnberg zum Einsatz. Im Oktober 1965 absolvierte Podlich auch die zwei siegreichen Spiele im Europacup der Landesmeister gegen Apoel Nikosia. In der Bundesliga setzten sich aber in der Werder-Offensive Gerhard Zebrowski, Klaus Matischak und Klaus Hänel in der Spitze durch und Podlich musste sich mit elf Einsätzen und sechs Toren begnügen. In der Folgesaison – Werner Görts stürmte jetzt im Weser-Stadion – kam er aber nicht mehr zum Einsatz und wechselte daher 1967 zu Preußen Münster in die Fußball-Regionalliga West.
Beim Trainer-Debüt der Torhüter-Legende Bernd Trautmann 1967/68 kam nur der 13. Platz heraus und Podlich erlebte auch im zweiten Jahr in Münster mit den Mitspielern Günter Augustat, Falk Dörr, Dagmar Drewes und Heinz-Rüdiger Voß wiederum den Abstiegskampf. Im Sommer 1970, nach 67 Regionalligaeinsätzen mit 19 Toren, beendete er seine Vertragsspielerkarriere und ging wieder in das Amateurlager zurück. Er schloss sich zur Runde 1970/71 dem westfälischen Amateurligisten TuS Ahlen an.